# Konsensussekvens
Indenfor molekylærbiologien er en konsensussekvens en gennemsnitlig sekvens for et biologisk makromolekyle (DNA, RNA eller protein) der findes i flere arter eller på anden måde er evolutionært beslægtede, såsom hæmoglobin og myoglobin, der findes i samme art men oprindeligt nedstammer fra et enkelt protein.
En konsensussekvens angiver de områder, der er ens eller næsten ens mellem de forskellige molekyler. Disse områder vil normalt være centrale for molekylets funktion, typisk som signalsekvens. Årsagen til at konsensussekvenser ligner hinanden er at evolutionen ikke kan ændre nævneværdigt i de områder uden helt at ødelægge funktionen af molekylet, til skade for organismen. Nogle konsensussekvenser vil findes i mange kopier i den samme organisme; eksempelvis vil promotere for mange forskellige gener ofte indeholde den samme konsensussekvens, såsom f.eks. en TATA-boks (der er opkaldt efter den DNA-sekvens der er konsensus om: TATAAA).